# Sopwith Aviation Company
Die Sopwith Aviation Company war ein britischer Flugzeughersteller zu Beginn des 20. Jahrhunderts.

## Geschichte
Die Sopwith Aviation Company Ltd. wurde 1912 in Kingston upon Thames von Flugpionier und Rekordflieger Thomas Sopwith (1888–1989) gegründet. Der aus wohlhabendem Hause stammende Firmengründer war bereits seit seinem 18. Lebensjahr als Ballonfahrer und im Segelsport aktiv, bevor er 1910 seine Fluglizenz erwarb. Bei Distanz- und Dauerflugwettbewerben gewann er hohe Preisgelder, die er wiederum in leistungsstärkere Flugzeuge investierte. Im Februar 1912 gründete er zunächst die Sopwith School of Flying in Brooklands. Zu seinen ersten Schülern gehörte unter anderem der spätere Marschall der Royal Air Force Hugh Trenchard, 1. Viscount Trenchard.
Nachdem bereits im Juli 1912 mit dem Umbau eines Wright-Doppeldeckers erste Erfahrungen gesammelt worden waren und die Konkurrenz durch andere Flugschulen wuchs, entschied sich Sopwith, den Schwerpunkt des Unternehmens auf die Konstruktion und den Bau von Flugzeugen zu legen. Das Werk wurde in die nur wenige Kilometer entfernte Canbury Park Road in Kingston-on-Thames verlegt, wo mit dem Bau von Doppeldeckern und Flugbooten begonnen wurde. Zu den ersten Kunden zählte unter anderem die Naval Wing des Royal Flying Corps. Für Werbezwecke nahmen Flugzeuge aus der Produktion Sopwiths an zahlreichen Wettbewerben teil.

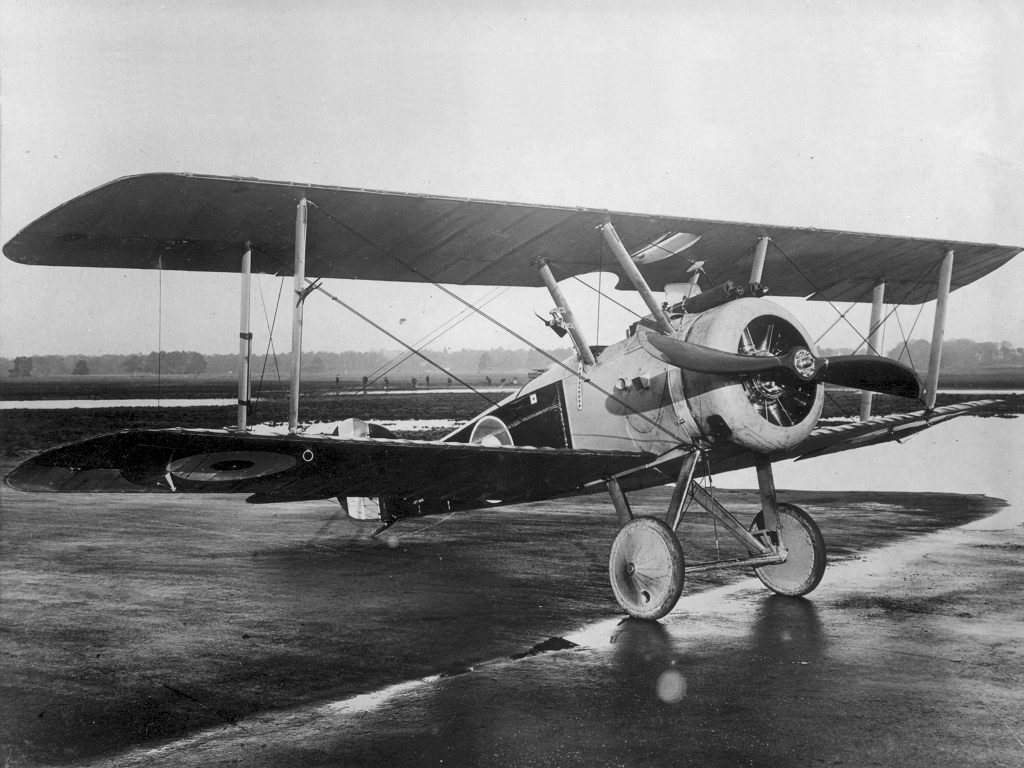
Sopwith Camel des Royal Flying Corps

### Erster Weltkrieg
Mit dem Beginn des Ersten Weltkriegs stieg die Nachfrage nach Flugbooten zur Ausstattung des Royal Naval Air Service sprunghaft an. Da die Kapazitäten für die Massenanfertigung von Flugzeugen nicht ausreichten, wurden Lizenzen für den Bau von Sopwith-Flugzeugen an andere Unternehmen erteilt und einzelne Fertigungsschritte an Subunternehmer ausgelagert. Gleichzeitig konzentrierte die Firma sich auf die Neuentwicklung von landgestützten Doppeldeckern mit Umlaufmotor. Mit der Sopwith 1½ Strutter gelang 1915 der Entwurf eines variabel einsetzbaren Kampf- und Jagdflugzeugs, das in großen Stückzahlen vom Royal Flying Corps abgenommen wurde und zum Einsatz kam. Auch die Folgekonstruktionen Pup, Triplane, Camel und Snipe wurden in großen Stückzahlen gebaut und an allen Fronten eingesetzt. Die Firma war mit insgesamt etwa 16.000 produzierten Flugzeugen, wovon jedoch eine nicht unerhebliche Anzahl von Maschinen bei anderen britischen Flugzeugfirmen hergestellt wurden, einer der wichtigsten Flugzeughersteller in Großbritannien während des Weltkriegs.

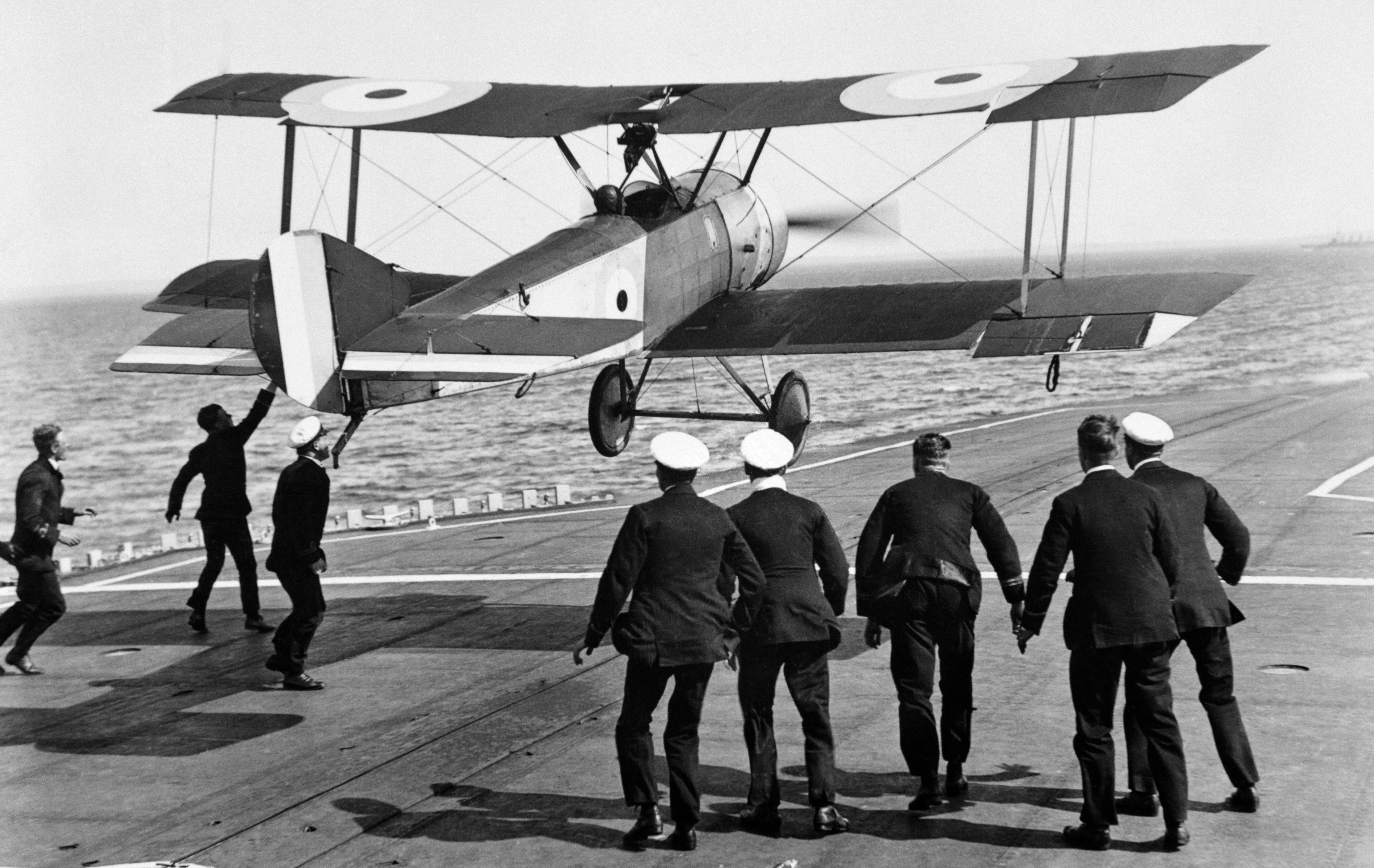
Sopwith Pup bei der Erprobung auf dem Flugzeugträger HMS Furious

### Nachkriegszeit
Mit dem Kriegsende wurden zahlreiche Aufträge der Firma reduziert oder ganz storniert. Die Versuche, zivile Flugzeug basierend auf den Militärmaschinen, herzustellen, scheiterten, da aufgrund des Überangebotes von ehemaligen Militärflugzeugen zu günstigen Preisen es in England  und Australien keinen Markt gab. Sopwith begann 1919 eine Zusammenarbeit mit dem Motorradhersteller A.B.C. Motorcycles, indem Sopwith die 400-cm³-Motorräder von ABC in Lizenz fertigte. Außerdem erwarb das Unternehmen, nun unter dem Namen Sopwith Aviation and Engineering Company Ltd., die Firma A.B.C. Motors zwecks Streuung des Geschäftsrisikos. Der wirtschaftliche Niedergang des Unternehmens konnte dadurch jedoch nicht abgewandt werden. Aufgrund von Steuernachzahlungen ging Sopwith im Jahre 1920 in die Selbstauflösung. Die Firmengebäude des Zweigwerks in Ham wurden von der Firma Leyland Motors erworben.
Thomas Sopwith gründete gemeinsam mit Harry Hawker und einigen weiteren Geschäftspartnern unmittelbar nach der Auflösung des Unternehmens die Firma H.G. Hawker Engineering, den Vorläufer der späteren Firmen Hawker Aircraft und Hawker Siddeley. In den Werken dieser Firmen entstanden später so berühmte Flugzeugmuster wie das bekannte britische Jagdflugzeug Hawker Hurricane oder der Senkrechtstarter Hawker Siddeley Harrier.